# Kubok Rossii 2014-2015
La Coppa di Russia 2014-2015 (in russo Кубок России?, Kubok Rossii) è la 23ª edizione del principale torneo a eliminazione diretta del calcio russo. Il torneo è iniziato l'8 luglio 2014 ed è terminato il 21 maggio 2015. La Lokomotiv Mosca è la squadra vincitrice del trofeo.

## Primo turno

### Zona Ovest e Centro
| Squadra 1       | Risultato       | Squadra 2        |
| --------------- | --------------- | ---------------- |
| 8 luglio 2014   |                 |                  |
| Trevis & VVK    | 0 – 1 (dts)     | Volga Tver'      |
| Solaris         | 0 – 1           | Vybor-Kurbatovo  |
| Dinamo Kostroma | 2 – 3 (dts)     | Torpedo Vladimir |
| Tambov          | 2 – 2 (4-1 dcr) | Saturn           |
| Orël            | 0 – 2           | Kolomna          |
| Domodedovo      | 0 – 0 (3-2 dcr) | Spartak Kostroma |

### Zona Est
| Squadra 1             | Risultato       | Squadra 2      |
| --------------------- | --------------- | -------------- |
| 14 luglio 2014        |                 |                |
| Dal'StroyIndustriya   | 0 – 0 (4-5 dcr) | Smena K.N.A.   |
| Bajkal Irkutsk        | 4 – 2           | Sibir'-2       |
| Metallurg Novokuzneck | 2 – 1 (dts)     | Dinamo Barnaul |

### Zona Sud
| Squadra 1           | Risultato | Squadra 2               |
| ------------------- | --------- | ----------------------- |
| 1º agosto 2014      |           |                         |
| Vitjaz' Krymsk      | 2 – 3     | Černomorec Novorossijsk |
| Biolog-Novokubansk  | 1 – 2     | Družba Majkop           |
| Taganrog            | 4 – 1     | Afips                   |
| Alanija Vladikavkaz | 1 – 3     | Mašuk-KMV Pjatigorsk    |
| Rotor               | 1 – 2     | Astrachan'              |
| 12 agosto 2014      |           |                         |
| TSK Simferopol      | 0 – 2     | SKChF Sevastopol        |
| Zhemchuzhina Yalta  | 0 – 2     | Soči-04                 |

## Secondo turno

### Zona Ovest e Centro
| Squadra 1                       | Risultato   | Squadra 2        |
| ------------------------------- | ----------- | ---------------- |
| 29 luglio 2014                  |             |                  |
| Tekstilščik Ivanovo             | 2 – 0       | Domodedovo       |
| Kaluga                          | 2 – 1       | Dolgoprudnyj     |
| Torpedo Vladimir                | 0 – 3       | Metallurg Vyksa  |
| Zvezda Rjazan'                  | 2 – 1       | Chimki           |
| Volga Tver'                     | 0 – 3       | Vitjaz' Podol'sk |
| Pskov-747                       | 1 – 2 (dts) | Podol'e          |
| Template:Calcio Vybor-Kurbatovo | 1 – 2       | Fakel Voronež    |
| Lokomotiv Liski                 | 4 – 0       | Znamja Truda     |
| Zenit Penza                     | 0 – 2       | Tambov           |
| Strogino Mosca                  | 0 – 2       | Metallurg Lipeck |
| Kolomna                         | 2 – 1       | Avangard Kursk   |
| Dinamo Brjansk                  | 3 – 1       | Dnepr Smolensk   |

### Zona Est
| Squadra 1      | Risultato   | Squadra 2             |
| -------------- | ----------- | --------------------- |
| 15 luglio 2014 |             |                       |
| Čita           | 2 – 0       | Belogorsk             |
| 26 luglio 2014 |             |                       |
| Irtyš Omsk     | 0 – 2       | Metallurg Novokuzneck |
| Raspadskaya    | 1 – 2 (dts) | Bajkal Irkutsk        |
| Smena K.N.A.   | 3 – 1       | Jakutija Jakutsk      |

### Zona Urali-Volga
| Squadra 1                | Risultato       | Squadra 2          |
| ------------------------ | --------------- | ------------------ |
| 28 luglio 2014           |                 |                    |
| Zenit Iževsk             | 0 – 1           | KAMAZ              |
| Dinamo Kirov             | 4 – 0           | Spartak Joškar-Ola |
| Shakhter Volga Olimpiets | 2 – 2 (3-5 dcr) | Volga Ul'janovsk   |
| Syzran'-2003             | 1 – 0           | Lada-Togliatti     |
| Nosta Novotroick         | 2 – 0           | Čeljabinsk         |

### Zona Sud
| Squadra 1               | Risultato       | Squadra 2            |
| ----------------------- | --------------- | -------------------- |
| 1º agosto 2014          |                 |                      |
| Spartak-Nal'čik         | 1 – 0           | Angušt Nazran'       |
| 8 agosto 2014           |                 |                      |
| Družba Majkop           | 3 – 0           | Dinamo GTS           |
| Astrachan'              | 2 – 1           | Mašuk-KMV Pjatigorsk |
| MITOS Novočerkassk      | 3 – 4           | Taganrog             |
| 16 agosto 2014          |                 |                      |
| Soči-04                 | 0 – 0 (5-6 dcr) | SKChF Sevastopol     |
| Černomorec Novorossijsk | 2 – 1           | Torpedo Armavir      |

## Terzo turno

### Zona Ovest e Centro
| Squadra 1           | Risultato | Squadra 2       |
| ------------------- | --------- | --------------- |
| 12 agosto 2014      |           |                 |
| Metallurg Vyksa     | 0 – 1     | Zvezda Rjazan'  |
| Kolomna             | 3 – 0     | Dinamo Brjansk  |
| Tekstilščik Ivanovo | 3 – 0     | Kaluga          |
| Metallurg Lipeck    | 2 – 0     | Tambov          |
| Fakel Voronež       | 1 – 0     | Lokomotiv Liski |

### Zona Est
| Squadra 1             | Risultato       | Squadra 2      |
| --------------------- | --------------- | -------------- |
| 6 agosto 2014         |                 |                |
| Smena K.N.A.          | 2 – 0           | Čita           |
| Metallurg Novokuzneck | 1 – 1 (1-3 dcr) | Bajkal Irkutsk |

### Zona Urali-Volga
| Squadra 1        | Risultato       | Squadra 2    |
| ---------------- | --------------- | ------------ |
| 11 agosto 2014   |                 |              |
| Nosta Novotroick | 4 – 5           | Syzran'-2003 |
| Volga Ul'janovsk | 2 – 1           | Dinamo Kirov |
| KAMAZ            | 1 – 1 (2-4 dcr) | Neftechimik  |

### Zona Sud
| Squadra 1               | Risultato   | Squadra 2       |
| ----------------------- | ----------- | --------------- |
| 16 agosto 2014          |             |                 |
| Družba Majkop           | 0 – 1       | Astrachan'      |
| 19 agosto 2014          |             |                 |
| Vitjaz' Podol'sk        | 2 – 1       | Podol'e         |
| 23 agosto 2014          |             |                 |
| Černomorec Novorossijsk | 2 – 1 (dts) | Spartak-Nal'čik |
| SKChF Sevastopol        | 1 – 0 (dts) | Taganrog        |

## Quarto turno
| Squadra 1               | Risultato       | Squadra 2              |
| ----------------------- | --------------- | ---------------------- |
| 30 agosto 2014          |                 |                        |
| Sachalin                | 0 – 1           | Luč-Ėnergija           |
| Smena K.N.A.            | 1 – 0           | SKA-Ėnergija           |
| Bajkal Irkutsk          | 1 – 2           | Enisej                 |
| Astrachan'              | 1 – 4           | Kryl'ja Sovetov Samara |
| Volga Ul'janovsk        | 0 – 3           | Sokol Saratov          |
| Neftechimik             | 0 – 3           | Gazovik Orenburg       |
| Černomorec Novorossijsk | 1 – 4           | Anži                   |
| Syzran'-2003            | 1 – 0           | Tjumen'                |
| SKChF Sevastopol        | 0 – 2           | Volgar' Astrachan'     |
| 31 agosto 2014          |                 |                        |
| Sibir'                  | 3 – 2           | Tom' Tomsk             |
| Kolomna                 | 1 – 4           | Tosno                  |
| Vitjaz' Podol'sk        | 0 – 3           | Baltika                |
| Metallurg Lipeck        | 1 – 1 (3-5 dcr) | Chimik Dzeržinsk       |
| Tekstilščik Ivanovo     | 0 – 1 (dts)     | Šinnik                 |
| Fakel Voronež           | 2 – 0           | Volga Nižnij Novgorod  |
| Zvezda Rjazan'          | 1 – 0 (dts)     | Dinamo San Pietroburgo |

## Sedicesimi di finale
| Squadra 1              | Risultato       | Squadra 2             |
| ---------------------- | --------------- | --------------------- |
| 23 settembre 2014      |                 |                       |
| Smena K.N.A.           | 0 – 1           | Spartak Mosca         |
| 24 settembre 2014      |                 |                       |
| Luč-Ėnergija           | 0 – 2           | Rubin                 |
| Gazovik Orenburg       | 2 – 1           | Terek Groznyj         |
| Enisej                 | 2 – 3 (dts)     | Ufa                   |
| Chimik Dzeržinsk       | 1 – 2           | CSKA Mosca            |
| Sibir'                 | 1 – 3           | Lokomotiv Mosca       |
| Anži                   | 1 – 2           | Zenit San Pietroburgo |
| Zvezda Rjazan'         | 1 – 2           | Mordovija             |
| Kryl'ja Sovetov Samara | 3 – 1           | Ural                  |
| Syzran'-2003           | 2 – 0           | Rostov                |
| Volgar' Astrachan'     | 0 – 1           | Arsenal Tula          |
| Baltika                | 1 – 2           | Kuban'                |
| 25 settembre 2014      |                 |                       |
| Tosno                  | 0 – 0 (4-2 dcr) | Amkar Perm'           |
| Sokol Saratov          | 0 – 5           | Krasnodar             |
| Šinnik                 | 2 – 0           | Dinamo Mosca          |
| Fakel Voronež          | 1 – 2 (dts)     | Torpedo Mosca         |

## Ottavi di finale
| Squadra 1             | Risultato   | Squadra 2              |
| --------------------- | ----------- | ---------------------- |
| 29 ottobre 2014       |             |                        |
| CSKA Mosca            | 2 – 0       | Torpedo Mosca          |
| Ufa                   | 0 – 1       | Lokomotiv Mosca        |
| Syzran'-2003          | 0 – 1       | Gazovik Orenburg       |
| Zenit San Pietroburgo | 2 – 3 (dts) | Arsenal Tula           |
| Kuban'                | 3 – 0       | Tosno                  |
| 30 ottobre 2014       |             |                        |
| Mordovija             | 5 – 1       | Šinnik                 |
| Krasnodar             | 1 – 3       | Kryl'ja Sovetov Samara |
| Rubin                 | 2 – 0 (dts) | Spartak Mosca          |

## Quarti di finale
| Squadra 1       | Risultato       | Squadra 2              |
| --------------- | --------------- | ---------------------- |
| 2 marzo 2015    |                 |                        |
| CSKA Mosca      | 1 – 0           | Kryl'ja Sovetov Samara |
| Kuban'          | 1 – 0           | Mordovija              |
| 3 marzo 2015    |                 |                        |
| Arsenal Tula    | 0 – 1 (dts)     | Gazovik Orenburg       |
| Lokomotiv Mosca | 0 – 0 (4-2 dcr) | Rubin                  |

## Semifinali
| Squadra 1        | Risultato   | Squadra 2       |
| ---------------- | ----------- | --------------- |
| 29 aprile 2015   |             |                 |
| Kuban'           | 1 – 0       | CSKA Mosca      |
| Gazovik Orenburg | 1 – 2 (dtr) | Lokomotiv Mosca |

## Finale
| Astrachan' 21 maggio 2015, ore 19:00 UTC+3                                                 | Lokomotiv Mosca | 3 – 1 (d.t.s.) referto | Kuban' | Centralnyj |
| \| \| \| \| \| Niasse 73’ Boussoufa 104’ Al. Mirančuk 111’ \| Marcatori \| 28’ Ignatjev \| |                 |                        |        |            |
|                                                                                            |                 |                        |        |            |
| Niasse 73’ Boussoufa 104’ Al. Mirančuk 111’                                                | Marcatori       | 28’ Ignatjev           |        |            |

| Lokomotiv Mosca | Kuban Krasnodar |